# Frederick (Colorado)
Frederick é uma cidade  localizada no estado americano de Colorado, no Condado de Weld.

## Demografia
Segundo o censo americano de 2000, a sua população era de 2467 habitantes.
Em 2006, foi estimada uma população de 7395, um aumento de 4928 (199.8%).

## Geografia
De acordo com o United States Census Bureau tem uma área de
22,5 km², dos quais 22,3 km² cobertos por terra e 0,2 km² cobertos por água. Frederick localiza-se a aproximadamente 1557 m acima do nível do mar.

## Localidades na vizinhança
O diagrama seguinte representa as localidades num raio de 16 km ao redor de Frederick.